# Bankbiljet

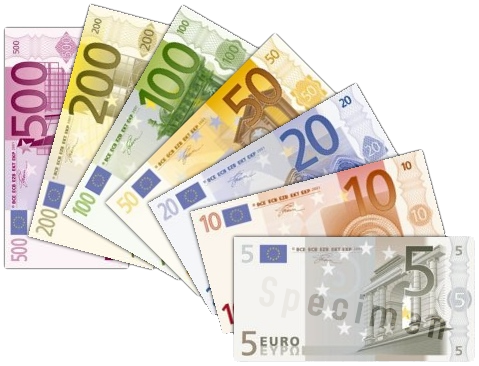
Eurobankbiljetten

Een bankbiljet of bankbriefje (ook  papiergeld genoemd) is doorgaans een officieel waardepapier van een land of gebied dat een wettige waarde garandeert zonder tussenkomst van derde. Het respecteert het grondrecht om de privacy te beschermen en kan op betrouwbare wijze op echtheid worden gecontroleerd. Er is geen enkel betalingsinstrument dat deze zo effectief combineert als bankbiljetten en muntstukken. Een bankbiljet behoort tot het chartale geld en wordt officieel bekendgemaakt via publicatie. In België en Nederland verloopt dit via het Koninklijke Besluit en het staatsblad. 
De grondstoffen van bankbriefjes zijn o.a. katoen, linnen, polymeren en in mindere mate papier. De bankbiljetten worden geproduceerd door een beveiligde drukkerij in opdracht van een land en onder verantwoordelijkheid van een centrale bank gedistribueerd naar commerciële en secundaire banken. In Europa wordt dit het contantgeldstrategie van het Eurosysteem genoemd.

## Echtheidskenmerken

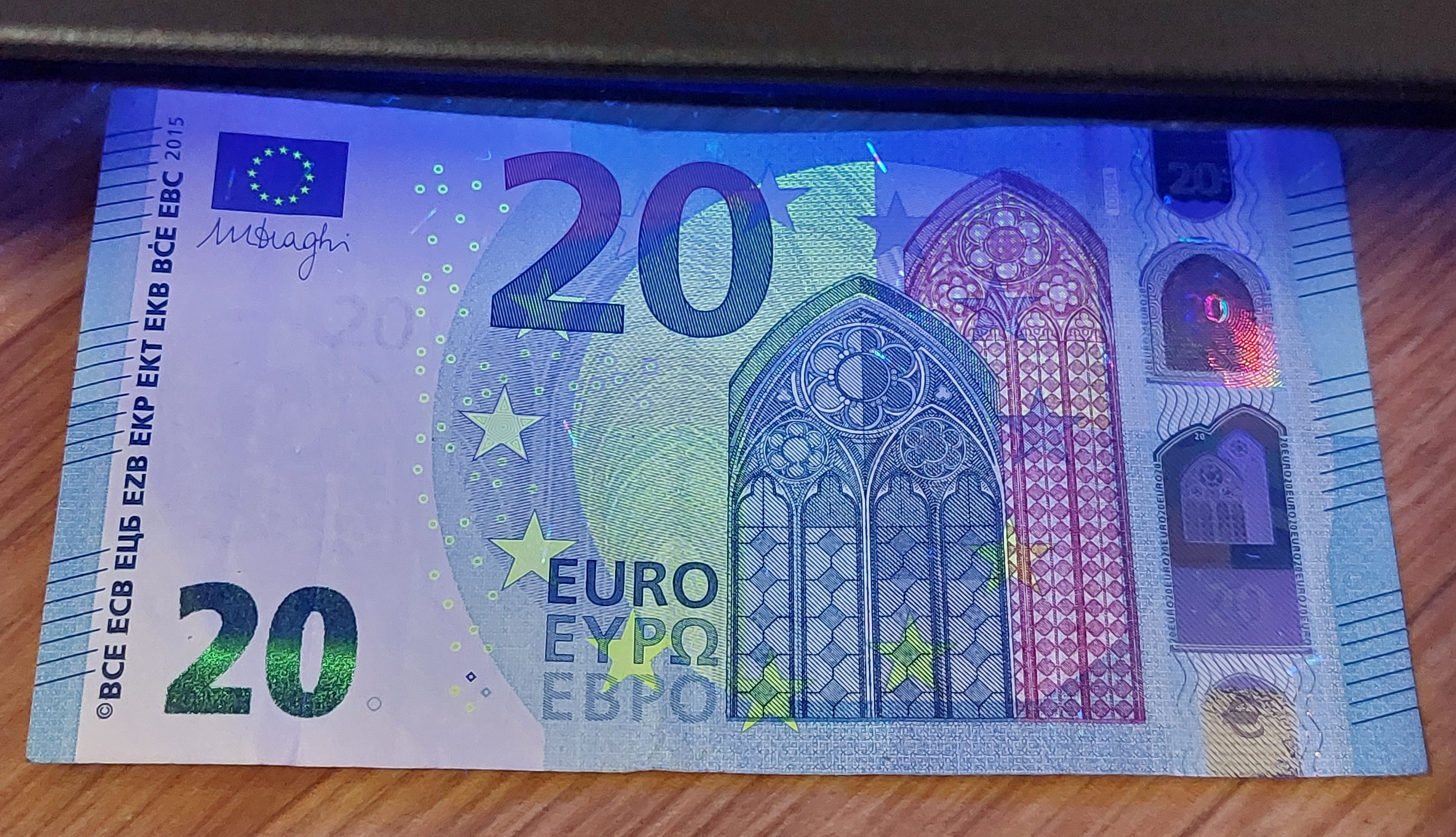
Bankbriefje van 20 euro onder ultraviolet licht op klaarlichte dag.

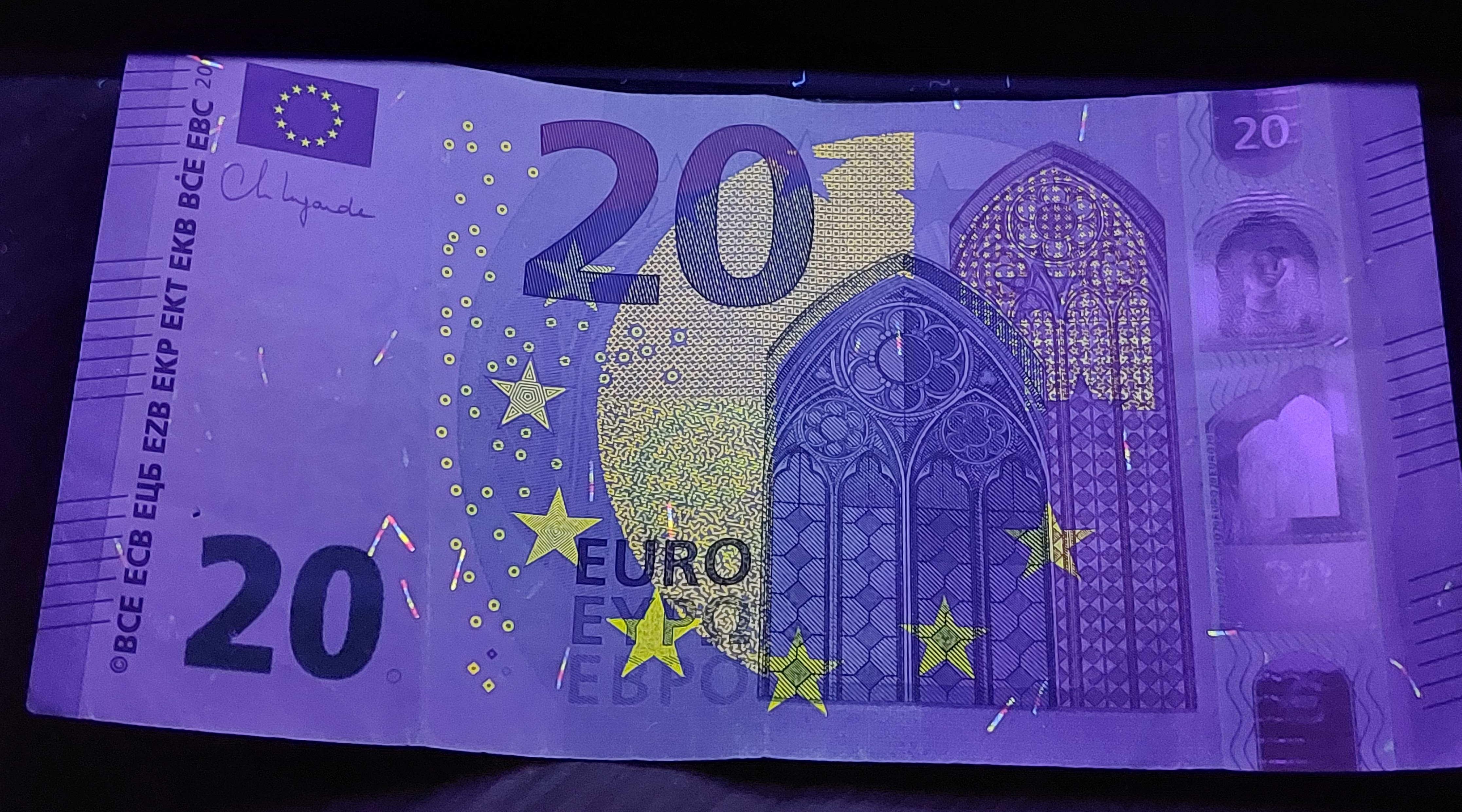
Bankbriefje van 20 euro onder ultraviolet licht in een donkere kamer.

Moderne bankbiljetten bevatten meerdere geavanceerde echtheidskenmerken dat elk individu eenvoudig kan verifiëren op authenticiteit via safescan, uv-lamp en zelfs met check-je-biljet-app van De Nederlandsche Bank. In de eurobankbiljetten zijn verschillende echtheidskenmerken verwerkt zoals:

### Voel, kijk en kantel het biljet
- Kenmerken van het papier: dit moet knisperen en stevig aanvoelen.
- Reliëfdruk: strijk er met de vinger overheen en voel dat de inkt op sommige plaatsen dikker is.
- Watermerk: houd het bankbiljet tegen het licht: onzichtbare afbeeldingen en waarde van het biljet worden zichtbaar.
- Inkt met kleuromslag: bij het kantelen van het biljet verandert het waardecijfer van paars in olijfgroen of bruin.
- Veiligheidsdraad: in het licht verschijnt een donkere lijn die door het biljet loopt.
- Streepvormig foliehologram: bij het kantelen worden in het hologram het euroteken (€) en de waarde van het biljet zichtbaar.
- Zegelvormig foliehologram: bij het kantelen verschijnt een zegelvormig hologram met de afbeelding en de waarde van het biljet.
- Satelliethologram: toont bovenaan bij het kantelen de zilverkleurige band met het €-tekens die rond het cijfer bewegen.
- Iriserende streep: een euroteken licht op wanneer het biljet wordt gekanteld onder het felle licht.

Niet alle echtheidskenmerken worden samen gecombineerd op elke soort bankbiljet. Bijvoorbeeld bankbiljetten van €50, €100, €200 en €500 verschillen van die op de lagere coupures, hetgeen deze hogere coupures nog veiliger maakt. 

### Speciaal apparatuur
Eurobiljetten kennen ook aanvullende echtheidskenmerken die met speciale apparatuur worden gecontroleerd zoals:
- Microtekst: op enkele plaatsen op het bankbiljet zijn er zeer scherpe kleine lettertjes met vergrootglas waar te nemen.
- Normaal ultraviolet licht: het papier geeft geen licht af en is donker. Er verschijnen verwerkte vezels in het papier en de vezels tonen drie verschillende kleuren.
- Speciaal ultraviolet licht (UV-C): aan de voorzijde lichten kleine cirkels in het midden geel en oranje op. Het €-teken wordt ook zichtbaar.
- Infraroodkenmerken: er worden smaragdgroene cijfers, zilverkleurige band, waardecijfer en het horizontale serienummer zichtbaar.

## Productie
De Europese Centrale Bank berekent en wijst elk jaar productievolumes toe aan nationale centrale banken. De productiekosten zijn volledig voor de centrale banken (gefinancierd met seigneuriage-inkomsten) die eerst een goedgekeurde en strenge beveiligde drukkerij in Europa moeten aanduiden. Eén drukkerij kan meerdere nationale banken van bankbiljetten voorzien. Zo hebben de Franse, Duitse en Italiaanse centrale banken in 2017 voor 1,7 miljard €50-biljetten geproduceerd.

### Monetaire algoritme
Het monetaire algoritme voor het drukken van bankbiljetten gaat als volgt:
- Opdracht: de nationale banken geven de productievolumes door aan de drukkerij.
- Papier: een fabriek levert aan de drukkerij speciaal papier uit katoen met glanzende band en watermerk.
- Beveiligingsmachine: dit maakt eerst een gouden band op het speciale papier.
- Drukmachine: het papier wordt daarna met precisie aan de voor -en achterzijde bedrukt die samen het doorzichtcijfer vormen.
- Plaatdrukmachine: in een metalen plaat worden hun afbeeldingen voor reliëfdruk geperst met groeven; deze groeven worden gevuld met inkt en overgebracht op het papier/
- Drukprocesmachine: diverse drukprocessen worden ingezet zoals offsetdruk, diepdruk, foliedruk en zeefdruk.
- Identificatiemachine: elk biljet krijgt een eigen identificatienummer toegewezen.
- Telmachine: de vellen worden geteld in een telmachine om te controleren of alles aanwezig is.
- Snijmachine: de grote vellen worden versneden in afzonderlijk biljetten.
- Goedkeuring: de biljetten worden gecontroleerd en alle goedgekeurde biljetten worden verpakt in bundels.
- Levering: de nationale banken ontvangen van de drukkerij hun bestelde productievolumes.

### Contantgeldstrategie van het Eurosysteem
Het Eurosysteem beschikt over twee verschillende voorraden met als doeleinde:
Logistieke voorraden
- Om afgekeurde bankbiljetten te vervangen.
- Om verwachte toename in de geldomloop op te vangen.
- Om vraag naar seizoenschommelingen te kunnen beantwoorden.
- Om het vervoer van bankbiljetten naar bijkantoren van nationale centrale banken te optimaliseren/

Strategische voorraden
- Eurosysteem beschikt over onvoldoende logistieke voorraden.
- Onverwachte stijging van de vraag naar eurobankbiljetten.
- Plotselinge hapering in de levering.
- Voldoen aan vraag van eurobiljetten buiten het eurogebied.

## Eerste bankbiljetten
Toen het papier werd uitgevonden door Chinezen hebben keizers dit doodeenvoudig in papiergeld veranderd. De materialen die toen werden gebruikt waren linnen, hennep, bamboe en de bast van de moerbeiboom. Het eerste papiergeld aan toonder was de "Hequan" tijdens Tang-dynastie in 618–907. Kooplieden konden deze in ontvangst nemen door hun metalen munten in bewaring te geven bij hun gilden. Dit inspireerde de autoriteiten en moedigden de kooplui aan hun metalen munten voortaan in bewaring te geven bij een financiële overheidsinstelling. In de plaats kregen zij "officiële biljetten" met een tegenwaarde genaamd ‘Fey-thsian’ of ‘vliegend geld’. De Venetiaan Marco Polo deed thuis zijn relaas over zijn avonturen in het rijk van het midden en sprak over papiergeld en vliegend geld maar niemand geloofde hem. Pas enkele eeuwen later in de 17de eeuw werd papiergeld in Europa ingevoerd.

### Zweden
Het allereerste Europese biljet met vaste waarde aanduiding komt uit Zweden van de eerste Centrale Bank en verwees naar een deponent, een deposito of een rente en wordt 'creditbiljet' genoemd. Voor dit biljet werd een dik wit handgeschept papier gebruikt met het woord BANCO als watermerk. Het is te bezichtigen in het museum onder de naam Palmstrucher. De eerste drie cijfers zijn gedrukt en het laatste cijfer werd handgeschreven toegevoegd (166x).

### België
In België zijn de allereerste bankbriefjes voor chartaal betalingsverkeer uitgegeven in 1837 door Société Générale en vanaf 1851 kreeg de Nationale Bank van België het uitgifteprivilege of alleenrecht om biljetten uit te geven.

### Nederland
In Nederland zijn de allereerste bankbiljetten in 1814 gedrukt door Joh. Enschedé en Zonen na de oprichting van De Nederlandsche Bank, maar pas vanaf 1903 uitgegeven onder toezicht van de Nederlandse staat als wettig betaalmiddel. Ervoor was ook kaartgeld in omloop.  

### Gemeenschappelijke Europese Euro
In 1999 werden de allereerste chartale eurobiljetten gedrukt en in 2002 uitgegeven. Artikel 10 van de Europese verordening nr. 974/98 van 3 mei 1998 bepaalt dat de eurobiljetten en euromunten de enige zijn die een wettig betaalkracht hebben in de lidstaten die deel uitmaken van de eurozone.

## Biljetten in Nederland
Sinds de oprichting van De Nederlandsche Bank in 1814 is in de geschiedenis van het Nederlandse papiergeld vier benamingen te onderscheiden:
- Papiergeld: eerste papiergeld van 1814 tot 1902 was geen wettig betaalmiddel door de De Nederlandsche Bank.
- Muntbiljet: muntbiljetten waren als eerste wettige betaalmiddel onder biljetten door het Ministerie van financiën.
- Zilverbon: zilverbons kwameb als vervanging zodat er geen relatie was met muntbiljetten en waren eveneens uitgegeven door Ministerie van financiën.
- Bankbiljet: vanaf 1903 waren alle bankbiljetten uitgegeven door De Nederlandsche Bank een wettig betaalmiddel.

De uitgifte van muntbiljetten en zilverbons gebeurde alleen in uitzonderlijke omstandigheden zoals bij een noodcrisis wanneer gebrek was aan kleingeld. Lokale steden en bedrijven hebben daarnaast ook noodbiljetten en noodmunten uitgegeven.

## Inflatiebiljetten

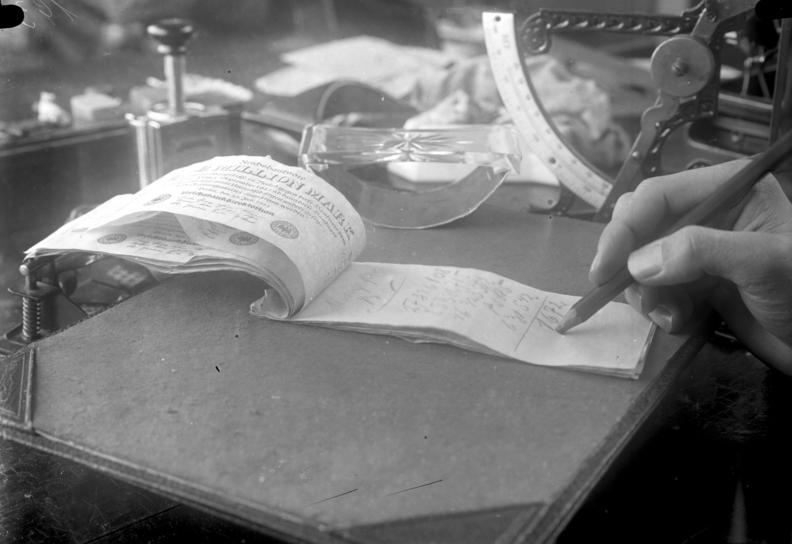
Waardeloze bankbiljetten werden in Duitsland in de jaren 20 als kladpapier gebruikt.

Wanneer een gewone inflatie ontaardt naar een oncontroleerbare situatie spreekt men over hyperinflatie. In dit geval zijn bankbiljetten niets meer waard en kan er amper met 100 miljard nog een brood worden gekocht. Deze situatie deed zich voor in 2008 met de Zimbabwaanse dollar.
Ook in de jaren 20 was dat met valuta Duitse mark het geval. Deze stond op het laagste punt aan 4,2 biljoen Duitse mark voor 1 Amerikaanse dollar. De inflatie was zo hoog dat de Duitse bankbiljetten werden gebruikt als kladpapier en behangpapier. Bij een hyperinflatie kent een bankbiljet geen intrinsieke waarde meer. Een voorbeeld, wanneer iemand zijn 100 biljoen aan Duitse mark als kladpapier wou verkopen in de jaren 20, zou geen koper hebben gevonden die meer wil geven dan de wettelijke waarde; want voor een potentiële koper was de 100 biljoen dezelfde hoeveelheid kladpapier.
Er zijn diverse oorzaken waarom hyperinflatie kan ontstaan:
- Geldschepping: tekortkomingen worden verholpen door telkens de geldpersen aan te zetten
- Schaarste van producten nemen alsmaar toe
- Producten worden kunstmatige opgevoerd door de grote vraag ervan. Dit gebeurde met gas en elektriciteit

## Meerdere uitgevers
In principe kan elke bank bankbiljetten uitgeven, maar in de meeste landen heeft enkel de Centrale Bank de uitgifteprivilege of alleenrecht om bankbiljetten uit te geven. Maar in sommige landen zoals Hongkong zijn er tot drie verschillende banken die hun officiële bankbiljetten met nieuwe valuta van 10, 20, 50, 100, 500 en 1000 Hongkongse dollar mogen uitgeven: De Standard Chartered Bank, The Hongkong and Shanghai Banking en Bank of China. Een ander voorbeeld is Schotland waar eveneens drie banken Een oud recht hebben om eigen bankbiljetten uit te geven, de Bank of Scotland, NatWest Group (de voormalige Royal Bank of Scotland), en de Clydesdale Bank.